# مطار نينغشهاي ماينلينغ
مطار نينغشهاي ماينلينغ (بالإنجليزية: Nyingchi Mainling Airport)‏ و(بالصينية: 林芝米林机场) (إياتا: LZY، إيكاو: ZUNZ) مطار عام يقع بمدينة Mainling في الصين. يبلغ طول المدرج 3000 م ويرتفع عن سطح البحر 2949 م.

## شركات الطيران والوجهات
| شركـات طيـران          | الوجهات |
| ---------------------- | --- |
| طيران الصين            | مطار بكين العاصمة الدولي، مطار تشنغدو شوانغليو الدولي، مطار تشنغدو تيانفو الدولي                                                                            |
| خطوط جنوب الصين الجوية | مطار تشونغتشينغ جيانغبى الدولي، مطار قوانغتشو باييون الدولي                                                                                                 |
| Chongqing Airlines     | مطار تشونغتشينغ جيانغبى الدولي، مطار تشوهاى جينوان |
| خطوط سيتشوان الجوية    | مطار تشنغدو شوانغليو الدولي، مطار تشنغدو تيانفو الدولي، مطار تشونغتشينغ جيانغبى الدولي، مطار ووهان الدولي، مطار شيان شيانيانغ الدولي، مطار شيتشانغ تشينغشان |
| طيران التبت            | مطار تشنغدو شوانغليو الدولي، مطار تشونغتشينغ جيانغبى الدولي، مطار لانتشو تشونغ تشوان، مطار شيان شيانيانغ الدولي                                             |

## وصلات خارجية
- http://www.flightstats.com/go/Airport/airportDetails.do?airportCode=LZY